# Малое Игнатово
Малое Игнатово — деревня в Ардатовском районе Мордовии. Входит в состав Силинского сельского поселения.

## История
Деревня образовалась как отсёлок села Большое Игнатово. В «Списке населённых мест Симбирской губернии» (1863 год) Игнатовка значится деревней удельной из 18 дворов Ардатовского уезда.

## Население
| 2002 | 2010 |
| ---- | ---- |
| 71   | ↘35  |